# Valprato Soana
Valprato Soana is een gemeente in de Italiaanse provincie Turijn (regio Piëmont) en telt 126 inwoners (31-12-2004). De oppervlakte bedraagt 70,6 km², de bevolkingsdichtheid is 2 inwoners per km².

## Demografie
Valprato Soana telt ongeveer 95 huishoudens. Het aantal inwoners daalde in de periode 1991-2001 met 27,8% volgens cijfers uit de tienjaarlijkse volkstellingen van ISTAT.
| Jaar | Inwoneraantal |
| ---- | ------------- |
| 1991 | 176           |
| 2001 | 127           |

## Geografie
Valprato Soana grenst aan de volgende gemeenten: Cogne (AO), Champorcher (AO), Ronco Canavese, Traversella en Vico Canavese.

## Galerij

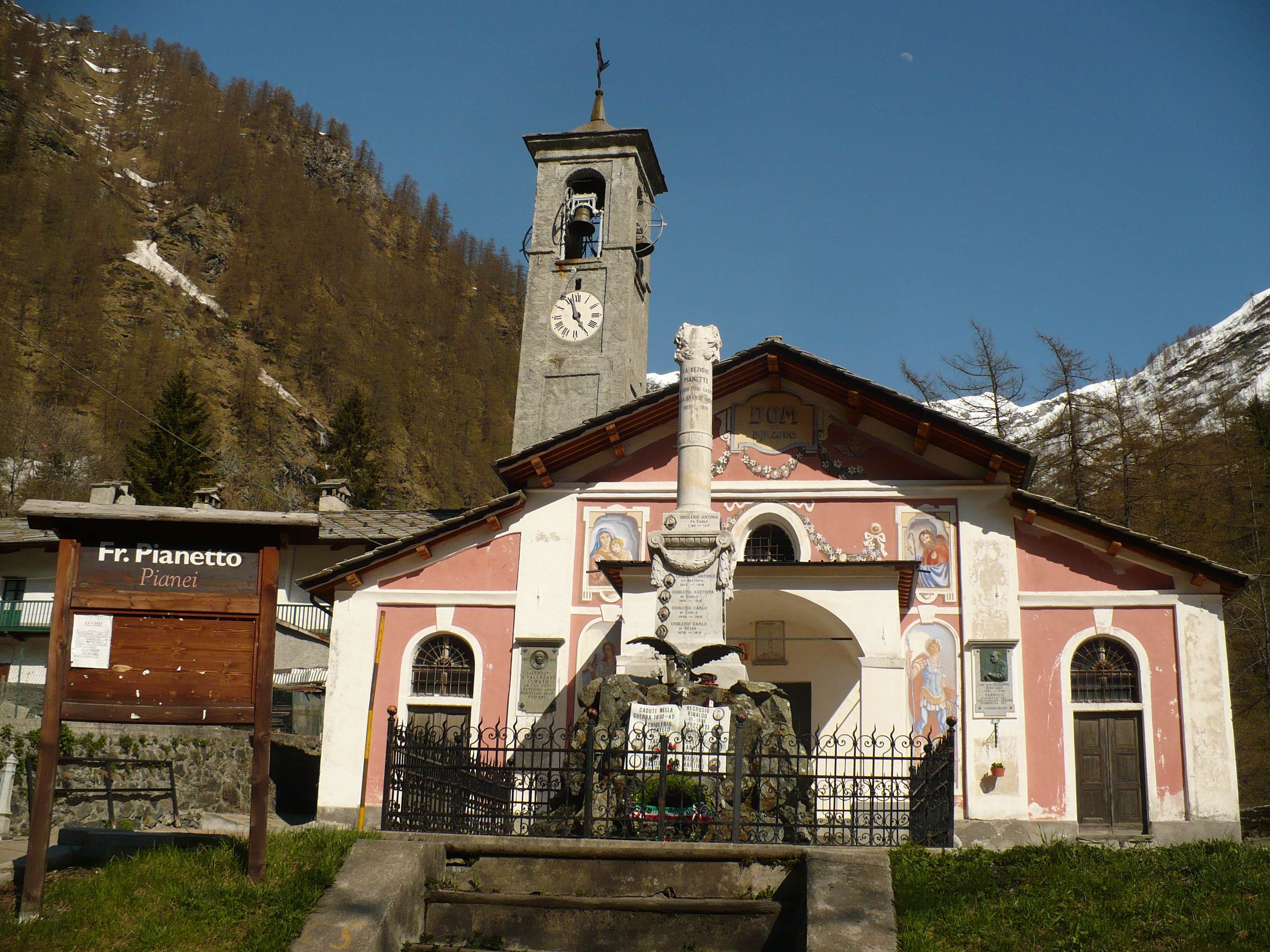
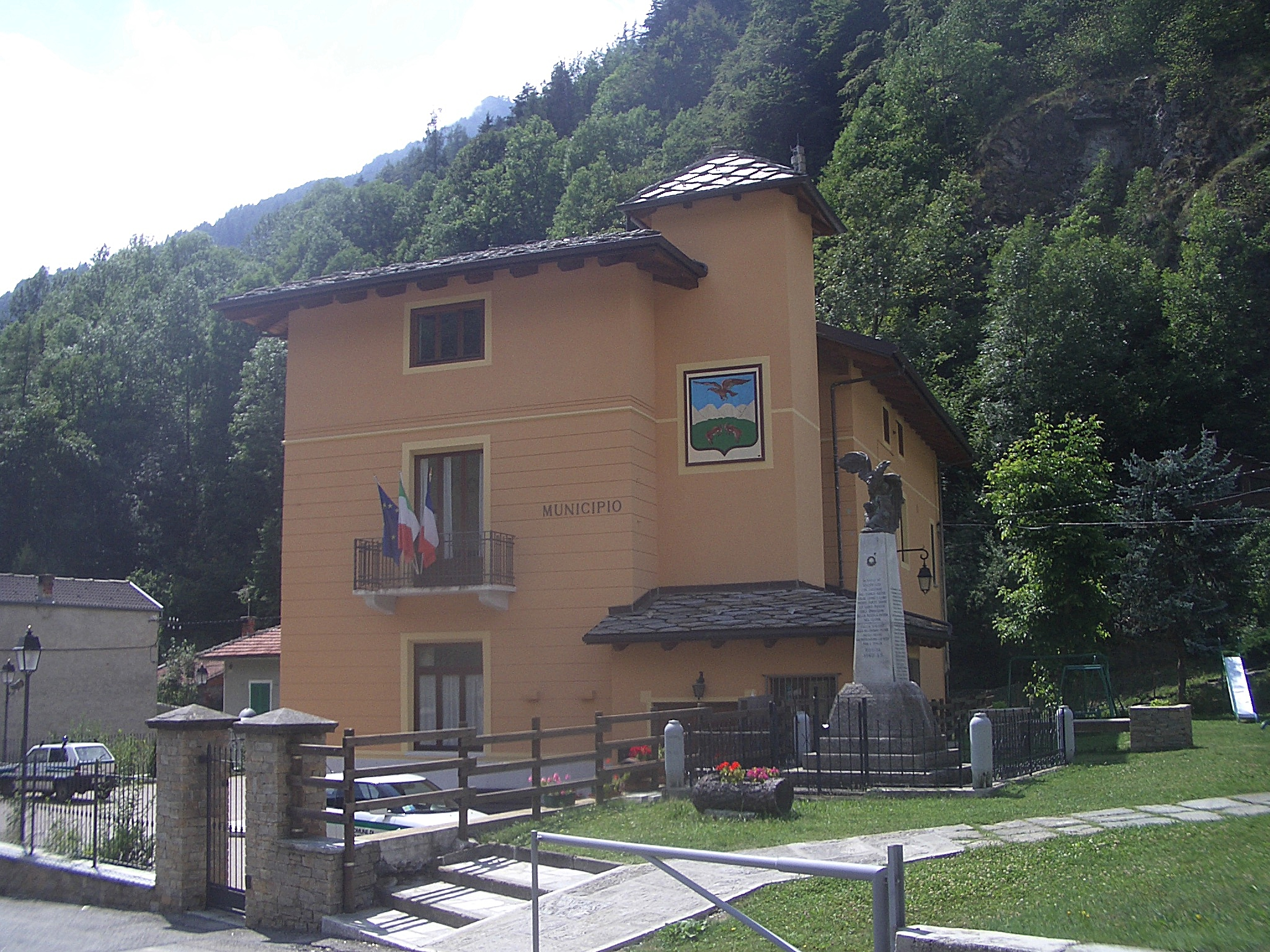
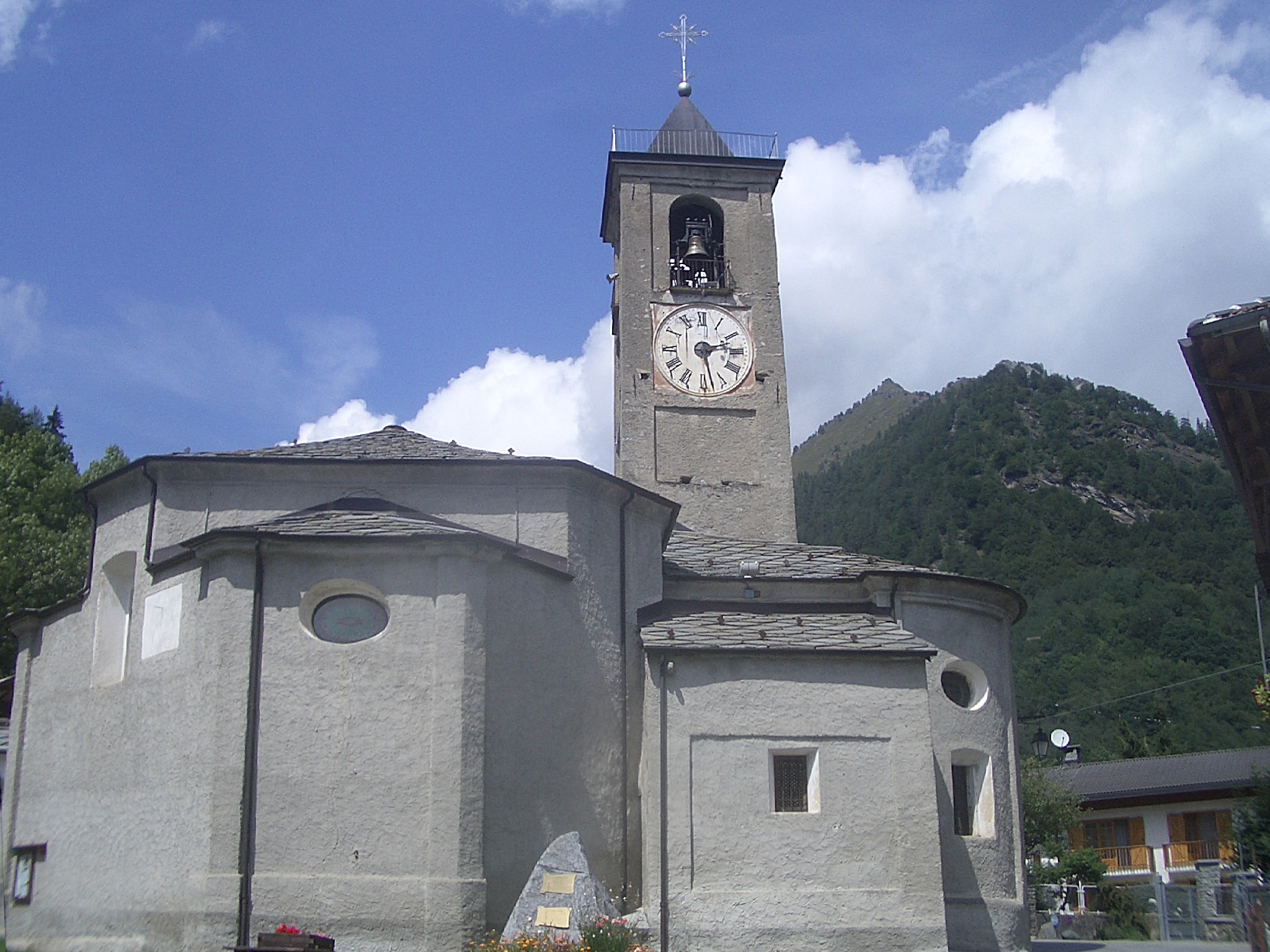

1. ↑  https://demo.istat.it/?l=it.